# Herman van Lotharingen
Herman van Lotharingen, "Pusillus", de Zwakke, (ca. 920 - 16 juli 996) was paltsgraaf van Lotharingen en de machtigste edelman van het Rijnland, afkomstig uit het geslacht Ezzonen.
Herman volgde zijn vader Erenfried II op als graaf van de Bonngouw, Eifelgouw, Mieblgouw, Zülpichgouw, Keldagouw, Alzey en de Auelgouw. Daarnaast was hij voogd van het aartsbisdom Keulen en van een groot aantal kloosters. Ook had hij grote persoonlijke bezittingen in het Rijnland, het Moezeldal en Opper-Lotharingen.
In 955 nam hij als een van de weinige Lotharingse edelen deel aan de slag op het Lechveld, vermoedelijk omdat zijn vrouw verwant was aan bisschop Ulrich van Augsburg die die stad tegen de Hongaren had verdedigd. Herman volgde keizer Otto I de Grote meerdere malen op zijn Italiaanse veldtochten. Herman steunde Otto III en onderhandelde namens hem met de troonpretendent Hendrik II van Beieren. Als dank daarvoor werd hij in 985 benoemd tot paltsgraaf. Hij was ook aanwezig bij de ontmoeting van Otto III en regentes Adelheid, met koning Hugo Capet van Frankrijk.
Er is geen enkele aanwijzing dat hij in enige zin "zwak" zou zijn, aangenomen wordt dat zijn bijnaam is ontstaan uit een grap.
Herman was getrouwd met Heilwig van Dillingen, dochter van Hucbold van Dillingen (graaf van Dillingen en Donauwörth) en Dietberg. Herman en Heilweg kregen de volgende kinderen:
- Ezzo
- Hezzelin (Herman), († 20 november 1033, begraven te Brauweiler), graaf van de Zülpichgouw en voogd van de abdij Kornelimünster.
- Richenza, abdis van Nijvel
- Hermann II Graaf in Keldachgau, Vogt van Deutz († ca 1040)
- Adolf II (stamvader van de graven- en latere hertogen van Berg)